# Christlicher Sozialismus
Als Christlichen Sozialismus bezeichnen seine Vertreter sozialpolitische Konzepte, die eine Marktwirtschaft nach den aus dem Christentum abgeleiteten Prinzipien der Solidarität und Subsidiarität gestalten wollen. Sie grenzen sich damit von Kommunismus, Marxismus und Sozialdemokratie ab.

## 19. Jahrhundert
Der Berliner evangelische Pfarrer Heinrich Alt bezeichnete die gesamte Christliche Mission in einem Aufsatz 1844 als „christlichen Sozialismus“. Diese Auffassung übernahm Johann Hinrich Wichern, indem er die Innere Mission als „christlichen Sozialismus“ in bewusstem Gegensatz zum Frühsozialismus gründete und konzipierte. Der Begriff drückte für Wichern eine „höhere Einheit“ aus, in der die „Kräfte der rettenden Liebe Christi“ alle Teilbereiche von Kirche und Gesellschaft vereinen sollten. Er meinte damit eine Re-Christianisierung der Gesellschaft und Abmilderung sozialer Gegensätze durch mehr materielle Absicherungen der unteren Bevölkerungsschichten ohne Sozialreformen.
Heinrich Merz, Rudolf Todt und Adolf Stoecker griffen Wicherns Begriff und das damit verbundene Konzept auf. Sie verstanden darunter stärker die politische Beteiligung der Kirchen und Christen am Aufbau eines Sozialstaats durch die Regenten des bestehenden deutschen Kaiserreichs. Stoecker gründete dazu 1878 seine Christlich-soziale Partei, die er antisemitisch und gegen die Sozialdemokratie positionierte. Auf katholischer Seite entwickelte der Theologe Wilhelm Hohoff in Auseinandersetzung mit Karl Marx und August Bebel die Idee eines christlichen Sozialismus.
Um sich von dieser antisozialdemokratischen und antimarxistischen Position abzugrenzen, bezeichneten die Schweizer Theologen Hermann Kutter und Leonhard Ragaz die Bejahung der Sozialdemokratie als Zeichen für das kommende Reich Gottes ab 1906 nicht als christlichen, sondern als religiösen Sozialismus.

## 1900 bis 1945
Der katholische Theologe und Nationalökonom Heinrich Pesch griff den Begriff 1918 nach dem Ersten Weltkrieg als Forderung für die zukünftige Volkswirtschaft auf. Er betonte, dass dieses Konzept bereits vor dem Krieg als Katholische Soziallehre ausformuliert worden sei.
Theodor Brauer, ein Vertreter der Katholischen Arbeitnehmer-Bewegung in der Weimarer Republik, lehnte es 1920 jedoch strikt ab, deren Ziele als „christlichen Sozialismus“ zu bezeichnen: Christentum und Sozialismus seien unvereinbar, nur ein Entweder-oder sei zwischen ihnen möglich. Daher erzeuge der Begriff nur Missverständnisse. Man versuche damit, den Sozialismus für das Christentum zu vereinnahmen, weil das Gute am Sozialismus (das Solidaritätsprinzip) aus dem Christentum stamme.
Papst Pius XI. verwarf 1931 in seiner Sozialenzyklika Quadragesimo anno die Begriffe: „Religiöser Sozialismus, christlicher Sozialismus sind Widersprüche in sich; es ist unmöglich, gleichzeitig guter Katholik und wirklicher Sozialist zu sein.“
Katholiken, die weiterhin eine Annäherung von Christentum und Sozialismus anstrebten, etwa Neudeutschland, Quickborn und Teile der Jesuiten, wählten deshalb andere Bezeichnungen dafür. Alfred Delp nannte sein an die katholische Soziallehre angelehntes Konzept „personalen Sozialismus“.

## Seit 1945
Nach dem Zweiten Weltkrieg strebten verschiedene ost- und westdeutsche Gruppen die Gründung einer neuen Partei an, die christliche und sozialistische, nicht aber marxistische Ideen miteinander verbinden sollte. Die Kölner Leitsätze vom Juni 1945 forderten als deren programmatisches Ziel einen „wahren christlichen Sozialismus, der nichts gemein hat mit den falschen kollektivistischen Zielsetzungen, die dem Wesen des Menschen von Grund auf widersprechen“. Sie wollten die neue Partei damit in Konkurrenz zur SPD als Arbeiterpartei etablieren.
Die Dominikaner Laurentius Siemer und Eberhard Welty engagierten sich 1946 in ihrer Zeitschrift Die Neue Ordnung für einen „christlichen Sozialismus“, der anstelle des Prinzips von Angebot und Nachfrage die Deckung der Grundbedürfnisse aller Bürger in den Vordergrund rücken müsse. Jakob Kaiser versuchte, diesen Begriff in das erste Programm der CDU aufzunehmen. Der „Zonenausschuss“ der CDU lehnte die Aufnahme des Begriffs am 28. Juni 1946 jedoch als „irreführend“ ab. Der Vertreter der katholischen Soziallehre Oswald von Nell-Breuning warnte davor, der Begriff werde „Missverständnisse und Irrtümer“ erzeugen. Gemeint war eine unklare Abgrenzung zu planwirtschaftlichen Vorstellungen und zur Programmatik der SPD. Diese hatte den Sozialismusbegriff ihrerseits damals schon für weitgehende Sozialisierungs- und Mitbestimmungsforderungen beansprucht.
Das von Jakob Kaiser konzipierte Ahlener Programm der CDU von 1947 enthielt zwar noch Sozialisierungsforderungen, aber nicht mehr den Begriff „christlicher Sozialismus“. Dies war Ergebnis eines Richtungsstreits in der CDU: Bis September 1945 hatten gewerkschaftsnahe CDU-Vertreter in Vorentwürfen für ein CDU-Programm den Begriff zunächst durchgesetzt. Konrad Adenauer lehnte den Begriff dagegen strikt ab, setzte ihn auf Parteikonferenzen mit Marxismus, Bevormundung durch die alliierten Zonenverwaltungen und Mangelwirtschaft gleich und warnte, die Verwendung werde viermal so viele potentielle CDU-Anhänger verschrecken als anziehen. Die Wortkombination sei bloß ein irreführendes Synonym für soziale Absichten von Christen. Er erreichte, dass die Begriffe „christlicher Sozialismus“ und „Sozialismus aus christlicher Verantwortung“ ab Oktober 1945 in weiteren Programmentwürfen der CDU fallen gelassen wurden.
Auch die Gründer der CSU diskutierten im Vorfeld der Parteigründung 1946 intensiv über den Begriff „christlicher Sozialismus“. Die meisten verwarfen ihn als ungeeignet, die Parteiziele der CSU angemessen von denen der SPD zu unterscheiden.